# Vasaloppet
Vasaloppet är ett årligt långlopp på skidor som körs första söndagen i mars. Sträckan är 90 kilometer och går från Berga by utanför Sälen till Mora i Dalarna i Sverige. Det är det äldsta och dessutom det största långloppet i världen sett till antalet åkare varje år. 
Loppet är baserat på en del av den färdväg som historien menar att Gustav Vasa tog då han (åt motsatt håll) flydde från Mora till Sälen undan Kristian II:s soldater vintern 1520–1521, där han enligt traditionen använde sig av skidor. Det första Vasaloppet kördes 1922. Tävlingen ingår i långloppscupen Ski Classics. Det är en av de fyra tävlingarna i En svensk klassiker, tillsammans med terränglöpningsloppet Lidingöloppet, Vansbrosimningen och cykelloppet Vätternrundan.

## Historik

### Första året
Huvudartikel: Vasaloppet 1922

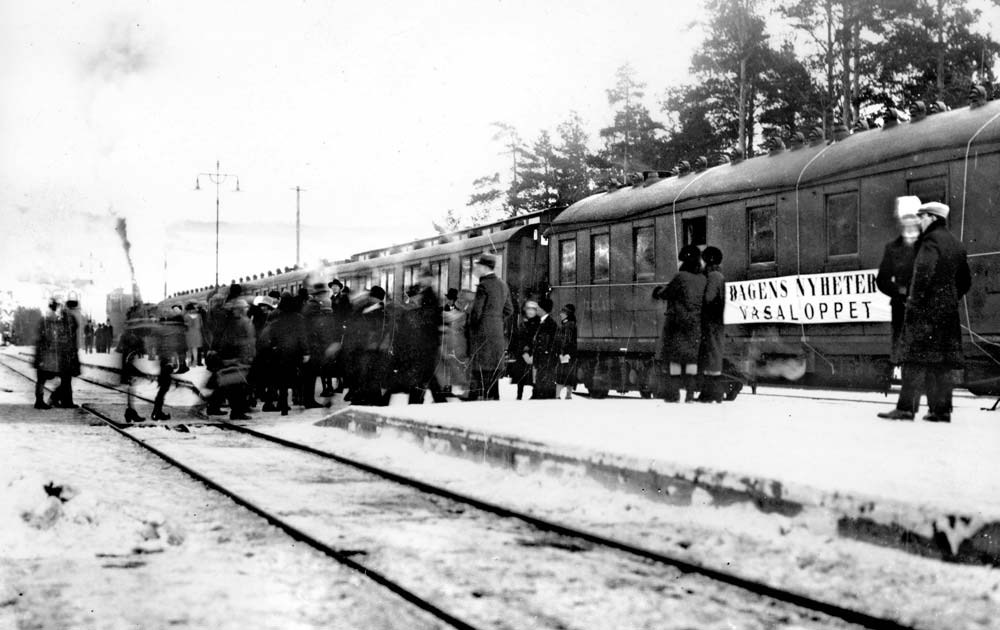
Ett fotografi från det första Vasaloppet 1922.

Vasaloppet är det äldsta långloppet i världen samt en av de största sett till antalet deltagare. Idén till tävlingen offentliggjordes i Westmanlands Läns Tidning den 10 februari 1922 av Anders Pers från Mora. Tidningen Dagens Nyheter sponsrade tävlingen med 1 000 kronor, och med den ekonomin säkrades att det skulle gå att genomföra Vasaloppet den 19 mars 1922.
Carl Emmanuel Berg från IF Göta i Karlstad anmälde sig till Vasaloppet den 10 mars 1922 som förste man. Totalt anmälde sig 136 personer, men det var endast 116 som klockan 06:04 gav sig av från Olnispagården, på västra sidan av Västerdalälven i Sälen, de nio milen i snöglopp mot Mora. Av dessa fullföljde 112 loppet.
Den 19 mars 1922 flaggade förvaltare John Westling iväg de första Vasalöparna från Sälen till Mora. Idén till ett Vasalopp föddes bara en månad tidigare av Anders Pers från Mora. Han skrev en artikel i Vestmanlands Läns tidning om skidsport och dess anknytning till Gustav Vasas flykt mot Norge 1521. Den återpublicerades sedan i Dagens Nyheter.
Vinnaren av 1922 års Vasalopp blev Ernst Alm, 22-åring från IFK Norsjö, på tiden 7:32.49. I över 100 år, fram till Alvar Myhlbacks seger år 2025, var han den yngste vinnaren av Vasaloppet.

### 1920- och 1930-talen

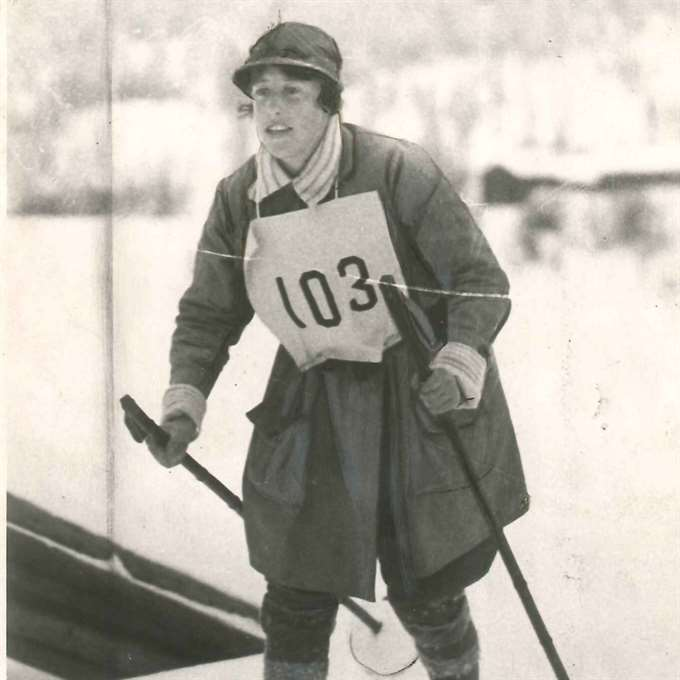
Margit Nordin deltog 1923 som första kvinna i tävlingen

Den första kvinna som deltagit i Vasaloppet var Margit Nordin, som 1923 fullföljde loppet på 10:09.42. Margit Nordins deltagande 1923 gav upphov till massiv kritik, både från flera av hennes manliga konkurrenter och från landets sportjournalister, som inte såg kvinnliga idrottare som seriösa: Uttryck som "cirkus och skådespel" nämndes.
Året efter förbjöds kvinnor att delta i loppet. En motivering som nämndes var att "det kunde vara farligt för den kvinnliga hälsan att delta". Under större delen av tiden som kvinnoförbudet rådde, var det dock främst med sanitära argument som arrangörerna försvarade förbudet, som bristen på toaletter och duschar för kvinnliga deltagare.
År 1924 restes Vasaloppsstenen och året efter sändes Vasaloppet i radio för första gången.
År 1932 ställdes loppet in på grund av snöbrist och 1934 blev det inställt på grund av för få anmälda.

### 1940-, 1950- och 1960-talen

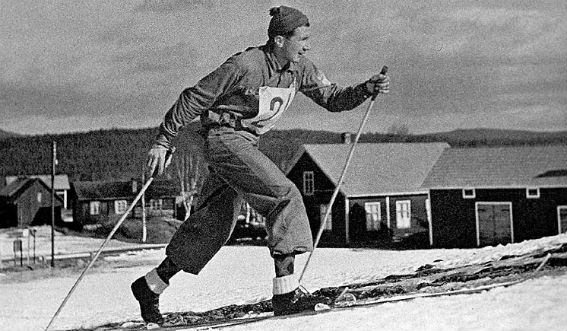
Nils "Mora-Nisse" Karlsson vann sitt första Vasalopp 1943, och segrade totalt 9 gånger

1943 vann Nils "Mora-Nisse" Karlsson sitt första Vasalopp, då med systern Elsa Karlsson som kranskulla. "Mora-Nisse" skulle komma att dominera spåren under de närmaste åren, med segrar alla år fram till och 1953 utom två.
1954, året efter Karlssons sista seger, kom Vasaloppet för första gången att vinnas av en utländsk skidåkare – finländaren Pekka Kuvaja. Loppet präglades av plusgrader och stort behov av omvallningar. Kuvaja, som tävlat i Vasaloppet tre gånger tidigare, vallade om först efter sju mils åkning, vilket skulle visa sig utslagsgivande. I mål var han drygt nio minuter före andre man.
År 1966 direktsändes Vasaloppet i TV för första gången. 1960-talet var annars präglat av Janne Stefanssons totalt sju segrar.

### Sent 1900-tal

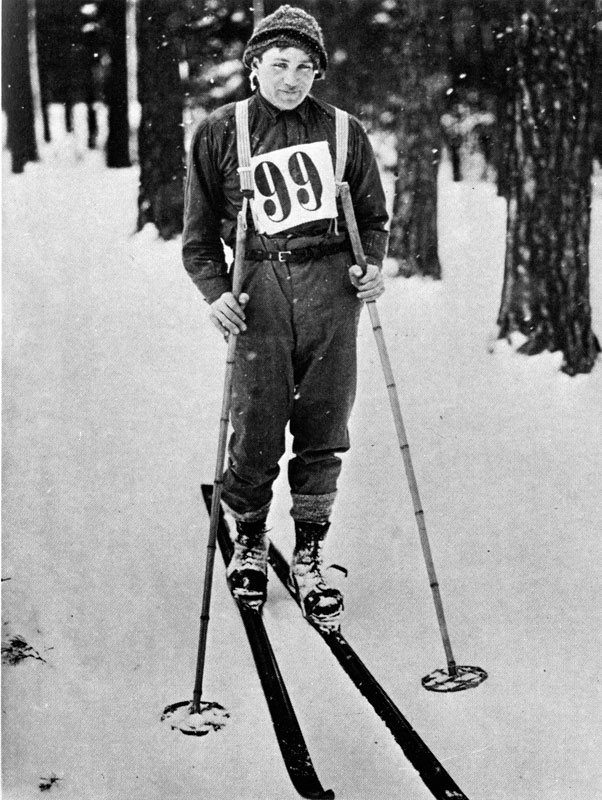
Ernst Alm, segrare i första Vasaloppet 1922.

Carl XVI Gustaf blev 1977 den första svenska kung som deltagit. Han tävlade under namnet Carl Bernadotte och kom på 5 708:e plats.
År 1979 startade Öppet spår, då även kvinnor fick delta. Förbudet mot kvinnor i Vasaloppet upphörde 1981. Tre år tidigare hade Birgitta Westhed utklädd till man blivit intervjuad i TV och i samband med det avslöjad. Fram till och med 1996 korades "Bästa dam" i loppet, och först 1997 infördes en särskild damklass i tävlingen. Tillsammans med Westhed åkte även Britt Dohsé med mustasch Vasaloppet 1978. Hon klarade skida iväg en kontrollant och kom i mål men hon fick vid tidpunkten inget diplom. Diplomet överlämnades några år senare.
När statsminister Olof Palme mördades bara två dagar före loppet 1986, var det först risk att loppet skulle ställas in. Loppet gick dock planenligt med 10 000 deltagare som höll en tyst minut före start.
År 1988 blev det för första och hittills enda gången delad seger. Bröderna Anders och Örjan Blomquist åkte samtidigt i mål bärande kranskullan Karin Värnlund mellan sig.

### Fler lopp, stilutveckling
Under 1980-talet slog skejttekniken igenom stor bland aktiva elitåkare. Under några års tid var det frivilligt att välja åkstil, men sedan 1987 är endast "klassisk" stil tillåten. Detta inkluderar de separata loppen Kortvasan, Ungdomsvasan, Tjejvasan, Öppet spår, Halvvasan och Stafettvasan. Senare tester med enstaka skejtdagar i Öppet spår ledde inte till någon succé, och den specialiserade Skejtvasan (45 km) lades ner och ersattes från 2013 av en satsning på fler deltagare i Stafettvasan. Förbudet mot skejt i Vasaloppet (samt nästan alla sidoloppen) motiveras med att skejttekniken förstör spår och försämrar framkomligheten i för sämre åkare i stora motionslopp av den här typen.
Däremot är det fri stil, skejt eller klassiskt som gäller i Nattvasan (med varianterna Nattvasan 90 och Nattvasan 45), som hade premiär 2017. Där prepareras två klassiska spår plus en pistad skejtyta.
Allt fler av de bättre motionsåkarna har under senare år valt att överge det traditionella "diagonalandet" (den grundläggande längdåkningstekniken), för "stakåkning" (där kraften kommer från armarna). Trötta motionsåkare anses vara än mer beroende av bra spår.

### 2000-talet

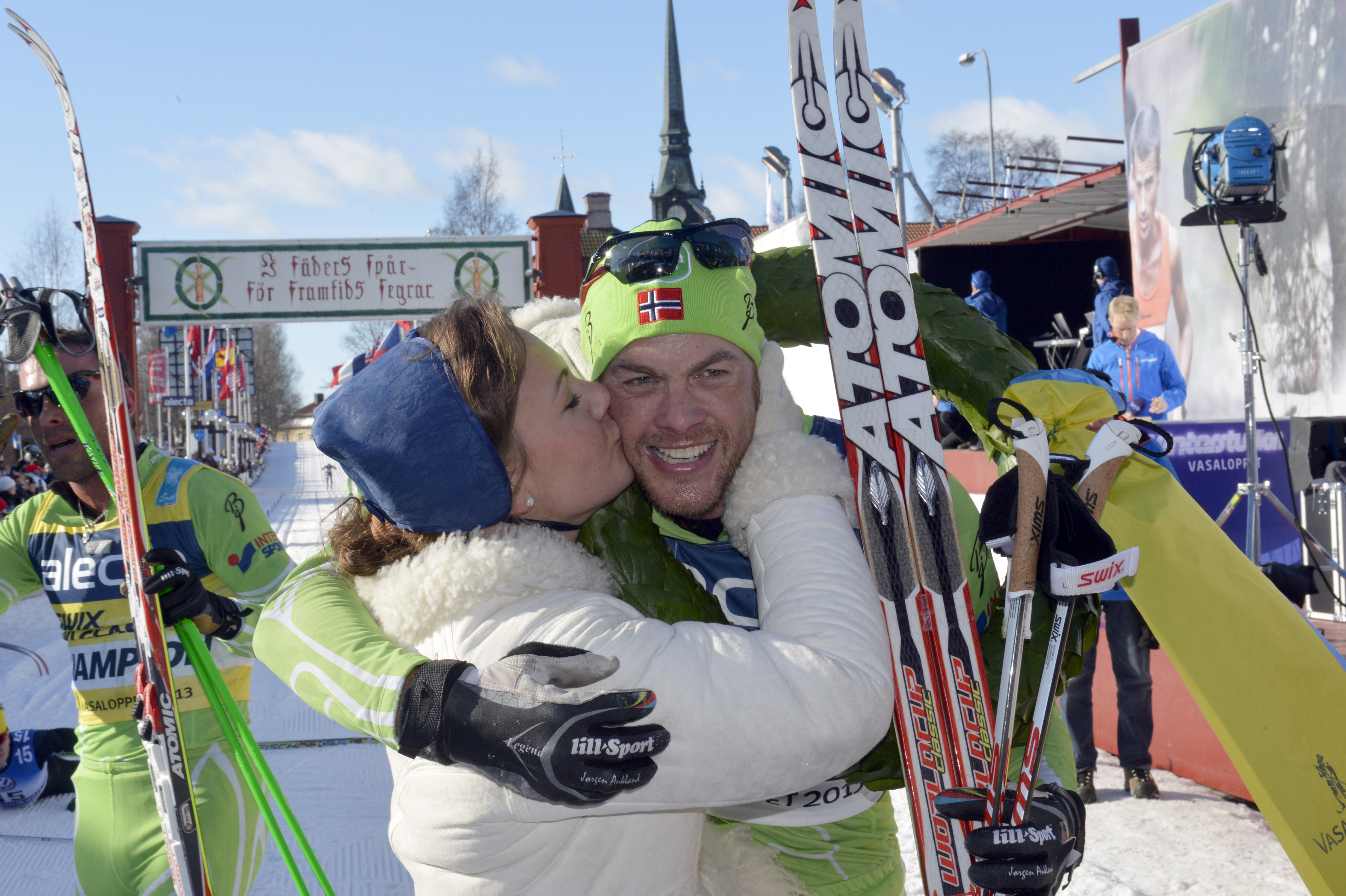
Jørgen Aukland var segrare i Vasaloppet 2013

I den 80:e upplagan som hölls den 7 mars 2004 kom cirka 15 500 skidåkare till start. Fler än 40 000 deltog i en av de sju olika lopp som hölls under den första veckan i mars.
År 2006 ingick Vasaloppet i Världscupen i längdåkning, efter att åren 1979–2005 ha ingått i långloppslängdskidvärldscupen Worldloppet.
År 2008 sändes Vasaloppet för första gången i två TV-kanaler samtidigt, SVT1 och SVT24. Dessutom sändes det direkt via webben. Samma år fick även ungdomarna ett eget lopp med namnet Ungdomsvasan. I det loppet åker man olika distanser beroende på hur gammal man är.
År 2012 gjorde Fredrik Englund, med startnummer 12904, den miljonte målgången i Vasaloppets historia sedan starten 1922. Detta gjorde han i Öppet spår på måndagen. Under årets Vasaloppsvecka avled en 65-årig man i Skejtvasan, 1,5 km från målet i Mora, efter att ha drabbats av akuta hjärtproblem.
År 2013 vann Jørgen Aukland Vasaloppet utan fästvalla, vilket var första gången för någon blivande segrare.
År 2014 avled en drygt 70-årig man i Kortvasan, ca 400 meter före mål. Han föll ihop och transporterades till akutmottagningen på Mora lasarett där han senare avled.

### Pandemiåret 2021
På grund av den pågående covid-19-pandemin arrangerades 2021 års arrangemang endast som en elittävling – en för damer och en för herrar. Damloppet (med 100 anmälda löpare) startade 20 minuter före herrarnas lopp (med 300 löpare). Starten flyttades till Tjärnhedens IP öster om riksväg 66 (som därför inte behövde stängas av i flera timmar enligt traditionellt mönster), och först efter en kilometers åkning övergick loppet till den ordinarie banan. Hjälpta av hårda spår och medvind slog båda tävlingarna de då gällande rekordtiderna.

### Inställda eller begränsade lopp
Loppet har ställts in vid tre tillfällen. Åren 1932 och 1990 skedde det till följd av snöbrist, 1934 på grund av för få anmälda.

## Uppmärksamhet

### Deltagarantal
Startåret 1922 lockade 119 startande (alla utom två fullföljde). 1959 deltog för första gången fler än 1 000 skidåkare i loppet, och 1977 var det fler än 10 000 deltagare. Numera arrangeras ett antal olika sidolopp, av varierande längd, under "Vasaloppsveckan" – totalt har åren 1922–2012 över en miljon skidåkare deltagit i något eller några av alla loppen med Vasaloppet-anknytning.

### TV-sändningar

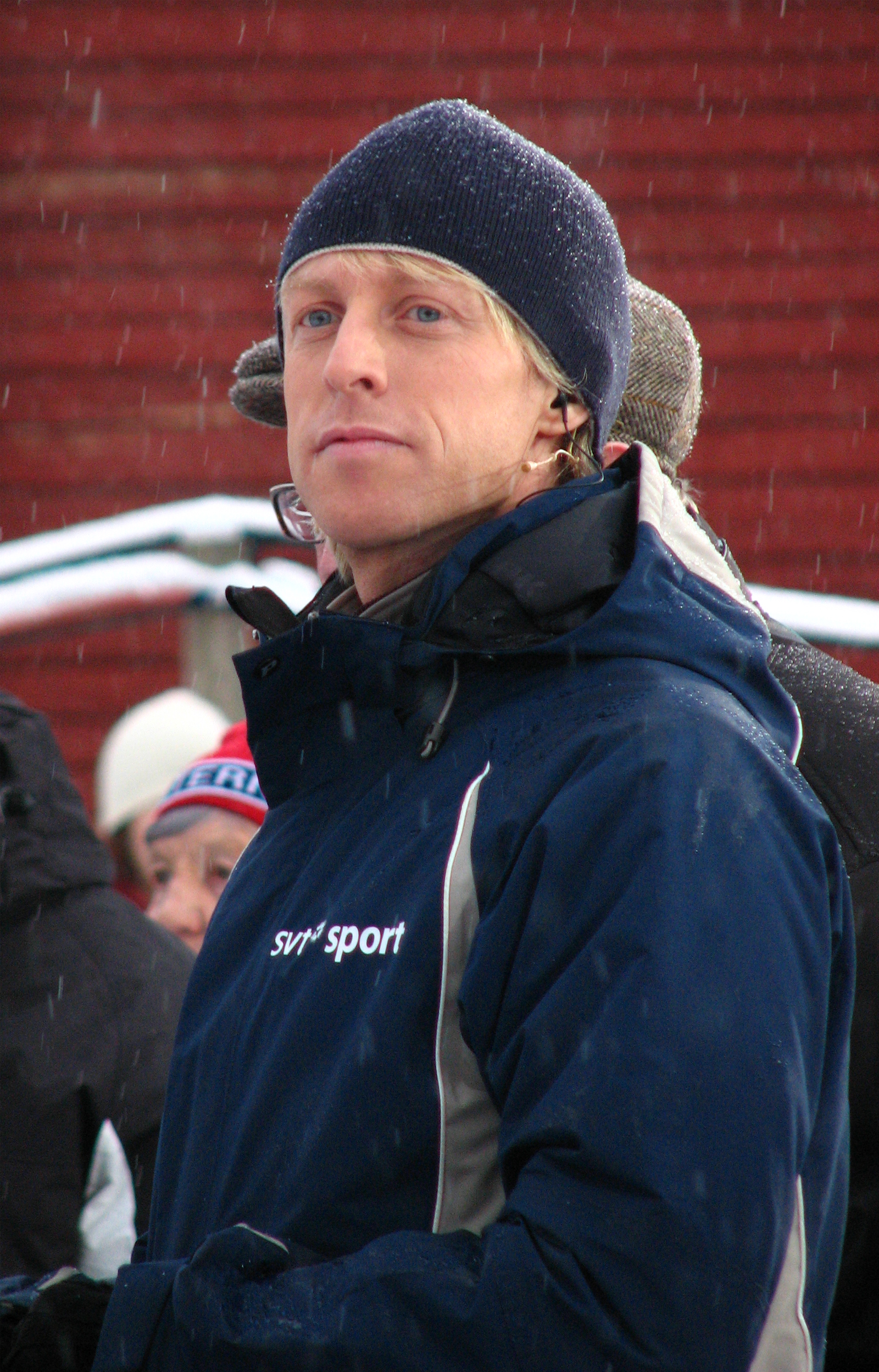
André Pops från SVT vid Vasaloppet 2008

Följande TV-bolag direktsände Vasaloppet 2015: SVT Sverige, TV2 Norge, TV2 DK Danmark, MTV3 Finland, Czech TV Tjeckien, Telemonteneve Livigno Italien, ESPN USA & Karibien, NTV+ Ryssland, LaolaTV Österrike, Schweiz och Tyskland. 

### På frimärken
Vasaloppet har avbildats på svenska frimärken två gånger.
En bild av Vasaloppets start 1972 fanns med i frimärkshäftet I Dalom, som utkom den 2 mars 1973.
En annan bild av Vasaloppet fanns med i frimärkshäftet En Svensk Klassiker, som utkom den 16 januari 2014. Fem olika frimärken har en bild vardera av Vasaloppet, Lidingöloppet, Vansbrosimningen, Vätternrundan och Engelbrektsloppet.

## Vasaloppets traditioner

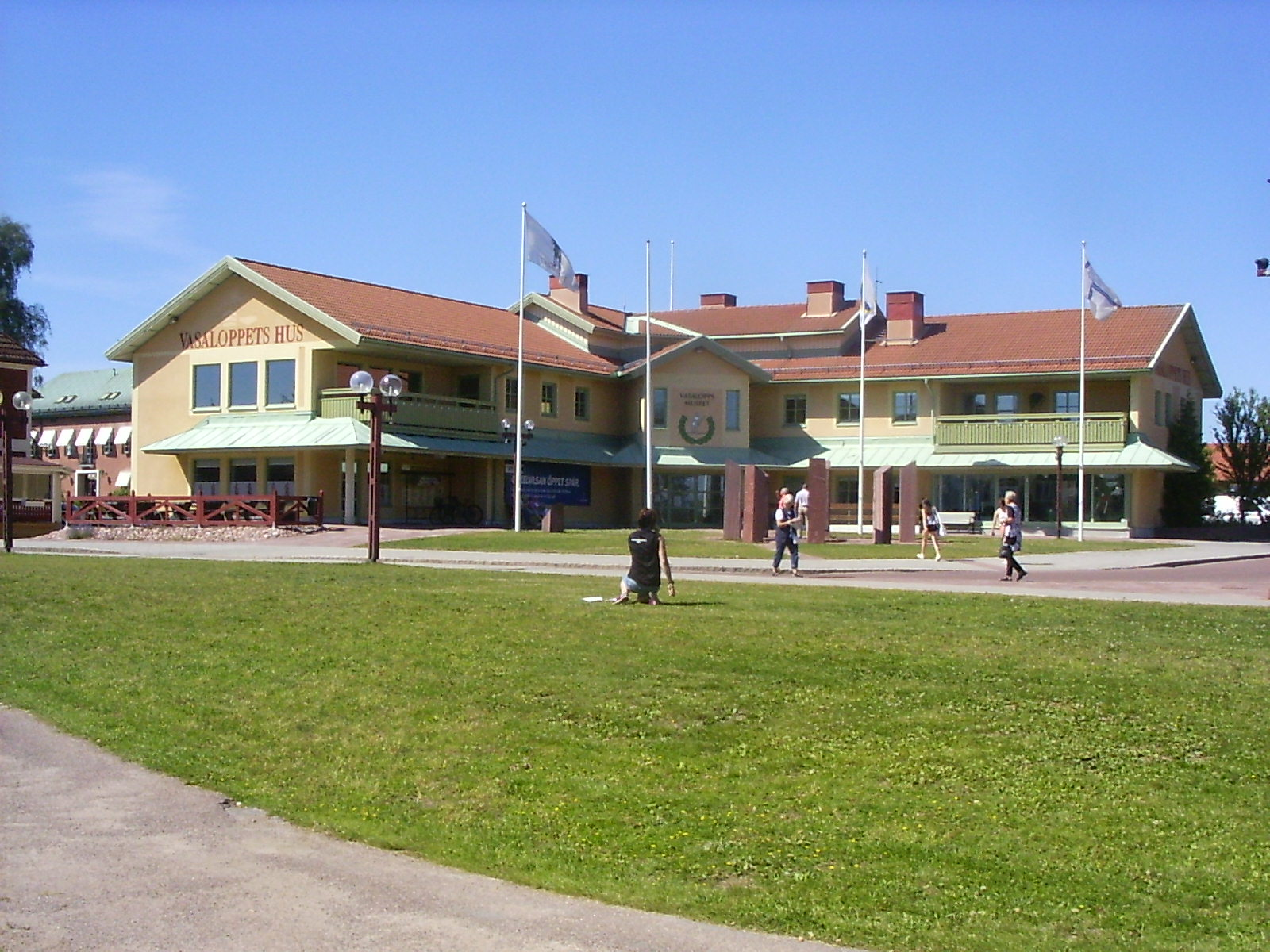
Vasaloppets hus i Mora är administrativt huvudkontor för tävlingen

### Regler för tävlingen
Alla människor från alla länder får delta i Vasaloppet, dock med åldersgränsen 17 år (man ska fylla minst det under året). En tanke med loppet är att locka fler till att åka skidor. 
Endast klassisk stil tillåts, och användande av skejt leder till diskning. Det är även förbjudet att ta av sig skidorna och gå i spåret.

#### Fluorvalla förbjudet i Vasaloppet
År 2019 fattade Internationella Skidförbundet och Svenska Skidförbundet ett beslut att från och med säsongen 2023/2024 förbjuda skidvalla som innehåller per- och polyfluorerade alkylsubstanser (PFAS) i alla lopp som de sanktionerar. Beslutet gäller även alla de lopp som ingår i Vasaloppet, och omfattar både motionärsåkare och elitåkare. Orsaken är att PFAS är skadliga föreningar, som även kan drabba miljön. Kända skador är hormonförändringar, fostermissbildningar och leverskador, som bland annat levercancer. Yrkesvallare kan ha flera hundra gånger större mängd av de farliga ämnena i kroppen, jämfört med det normala för befolkningen.
Vasaloppets deltagare kommer att testas vid start. Upptäcks fluorvalla på skidorna kommer ägaren att informeras att vederbörande inte får använda skidorna i loppet, utan måste byta ut dem mot ett fluorfritt par. Ett begränsat antal låneskidor kommer även att finnas tillgängliga. Möjlighet att testa skidorna redan vid ankomsten kommer också att finnas i mån av tid. Stickprovskontroller kommer dessutom att göras efter loppet. Deltagare som visar sig ha åkt med fluorvallade skidor riskerar diskvalificering.

### Tävlingsdagen

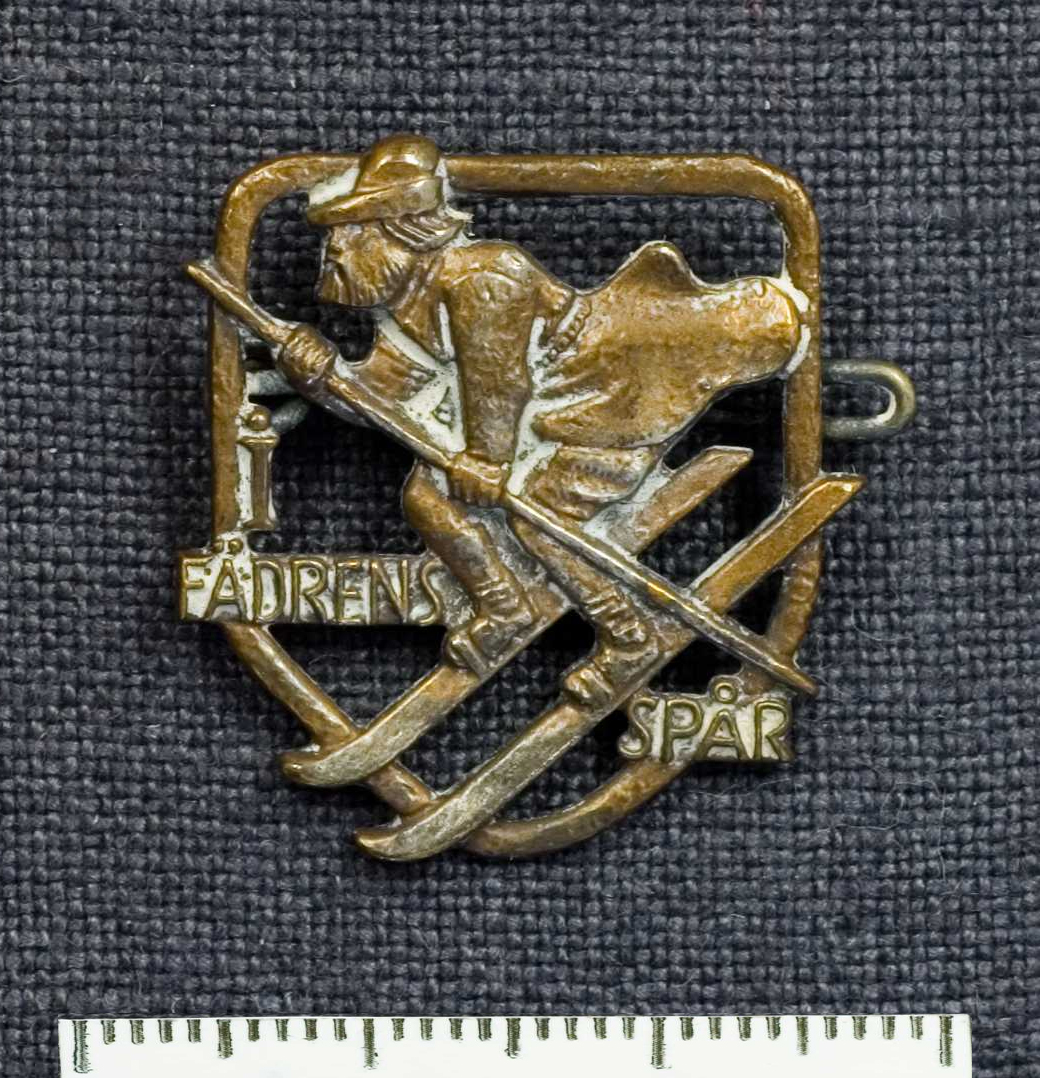
Ett tidigt vasaloppsmärke med texten "I fädrens spår".

Vasaloppet har alltid genomförts på en söndag, och sedan 1948 alltid den första söndagen i mars varje år. Undantag var 2015 då Vasaloppet arrangerades andra söndagen i mars för att inte krocka med skid-VM i Falun.

### Bergspriset
Sedan 1970 har den förste skidlöparen som passerar kontrollen i Evertsberg erövrat det prestigefyllda spurtpriset Bergspriset på 10 000 kronor. Sedan 1997 har även damerna ett Bergspris. Från och med 1987 för herrarna (och sedan 2016 för damerna) så finns spurtpris även vid de övriga kontrollerna. Dessa är på 5 000 kronor. 

### Kranskullor och kransmasar

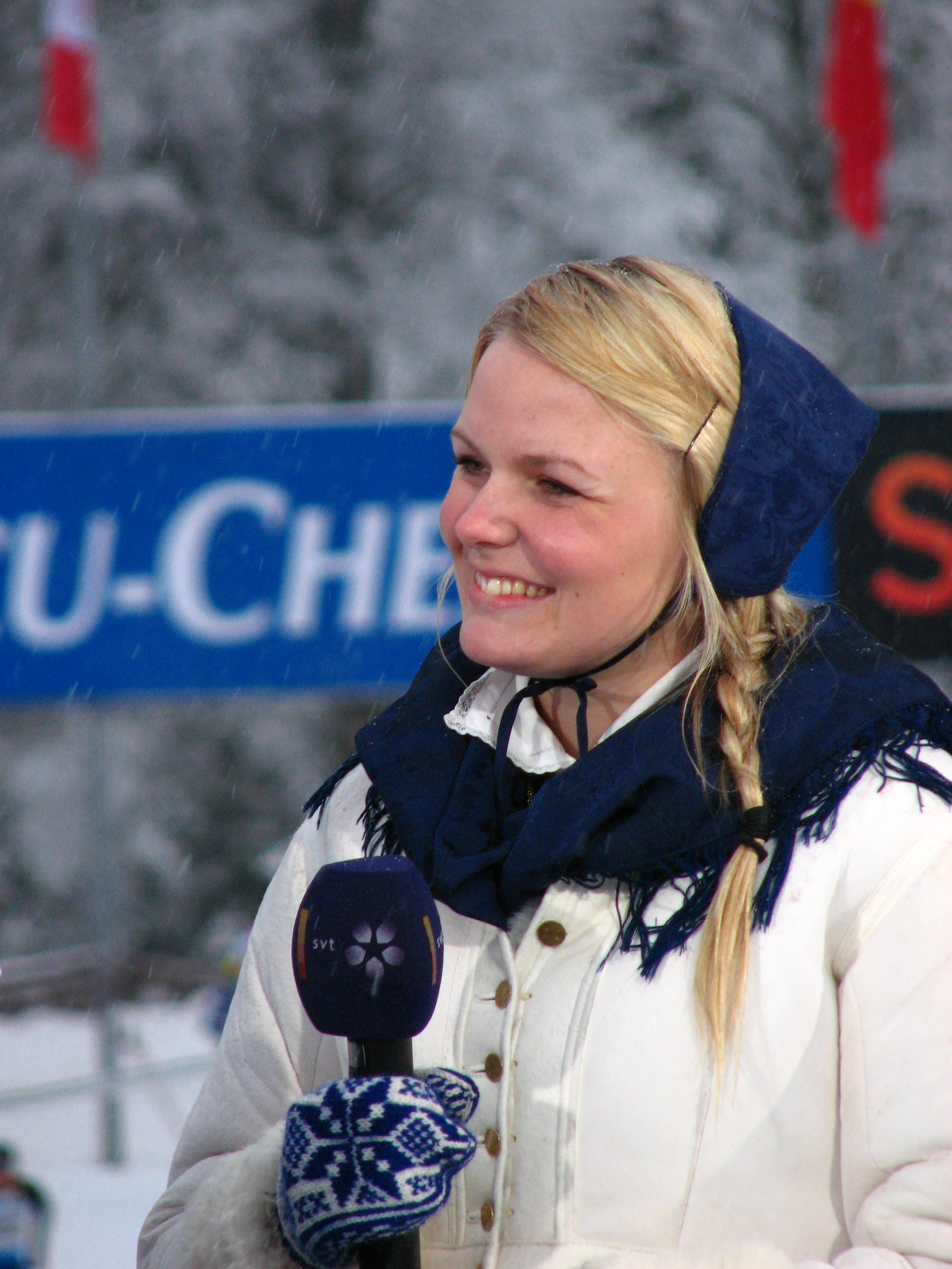
2008 års kranskulla Carolina Westling.

Vid Vasaloppets mål väntar en kranskulla, och sedan 1988 i Tjejvasans mål en kransmas. Denna person hänger en segerkrans kring halsen på den segrande i respektive tävling.
När Vasaloppets damklass infördes 1997, hängde kranskullan en krans även kring den klassens vinnare. Sedan 2005 är det kransmasen (samma person som vid årets Tjejvasan) som hänger segerkransen kring halsen på segraren även i denna klass.
För att få bli kranskulla respektive kransmas måste vissa villkor vara uppfyllda:
- Personen måste vara ogift och representera IFK Mora eller Sälens IF.
- Personen måste ha idrottsliga meriter och meriter som föreningsrepresentant.

Idrottsliga insatser av andra inom familjen är meriterande.

#### Kranskullor genom tiderna
- 1922 - Therese Eliasson
- 1923 - Hilma Ström
- 1924 - Maja Lundgren
- 1925 - Elsa Cederlund
- 1926 - Aina Pers
- 1927 - Lea Ström
- 1928 - Stina Eriksson
- 1929 - Elin Henriksson
- 1930 - Ethel Eriksson
- 1931 - Anna-Britta Mattsson
- 1932 - Inställt
- 1933 - Margit Nilsson
- 1934 - Inställt
- 1935 - Marianne Edling
- 1936 - Inga-Greta Landeck
- 1937 - Gerda Berg
- 1938 - Majt Sundin
- 1939 - Anna-Greta Pettersson
- 1940 - Kerstin Cassel
- 1941 - Ingrid Asplund
- 1942 - Britt Herdin
- 1943 - Elsa Karlsson
- 1944 - Margareta Julin
- 1945 - Kerstin Sars
- 1946 - Elsa Sars
- 1947 - Nina Lindén
- 1948 - Ann-Mari Andersson
- 1949 - Kerstin Norlin
- 1950 - Karin Bergström
- 1951 - Inga Nyström
- 1952 - Åsa Mattson-Djos
- 1953 - Anna-Greta Beus
- 1954 - Birgitta Heimer
- 1955 - Kerstin Ingemansson
- 1956 - Gun Larsson
- 1957 - Barbro Persson
- 1958 - Anna-Greta Mattsson
- 1959 - Margareta Åhs
- 1960 - Maivor Olsson
- 1961 - Marianne Eriksson
- 1962 - Ann-Mari Hansson
- 1963 - Anita Håkansson
- 1964 - Anita Rosendahl
- 1965 - Gudrun Nilsson
- 1966 - Eva Runesson
- 1967 - Christina Fernström
- 1968 - Karin Abrahamsson
- 1969 - Christina Spansk
- 1970 - Karin Green
- 1971 - Ingegärd Backlund
- 1972 - Marianne Karlsson
- 1973 - Gunilla Lannerbro
- 1974 - Anna Mattsson
- 1975 - Lena Banck
- 1976 - Åsa Mattsson
- 1977 - Christina Andersson
- 1978 - Gunilla Lund
- 1979 - Britta Samuelsson
- 1980 - Inga-Britt Ax
- 1981 - Åsa Norell
- 1982 - Anna-Karin Winberg
- 1983 - Mait Eriksson
- 1984 - Marie Andersson
- 1985 - Eva Hermansson
- 1986 - Camilla Carlberg
- 1987 - Sara Kans
- 1988 - Karin Värnlund
- 1989 - Eva Lönn
- 1990 - Inställt
- 1991 - Christel Asp
- 1992 - Maria Gustavsson
- 1993 - Helena Gezelius
- 1994 - Isabell Andersson
- 1995 - Malin Brandt
- 1996 - Katrin Svensson
- 1997 - Marika Engström
- 1998 - Ida Holmberg
- 1999 - Maria Wik
- 2000 - Emma Stefansson
- 2001 - Catharina Asph
- 2002 - Maria Bergqvist
- 2003 - Åsa Östberg
- 2004 - Lena Hermansson
- 2005 - Eva Lif
- 2006 - Julia Limby
- 2007 - Eva Svensson
- 2008 - Caroline Westling[34]
- 2009 - Sandra Brander
- 2010 - Helene Söderlund
- 2011 - Frida Dahl
- 2012 - Johanna Axelsson
- 2013 - Isabelle Jansson
- 2014 - Lisa Englund
- 2015 - Viktoria Stärner
- 2016 - Hanna Eriksson
- 2017 - Lydia Sundin
- 2018 - Sara Wadman
- 2019 - Emma Höglund
- 2020 - Fanny Axelsson
- 2021 - Emelie Brudin
- 2022 - Wilma Björkman
- 2023 - Alice Larsson
- 2024 - Elsa Hermansson

#### Kransmas i Vasaloppet sedan 1988

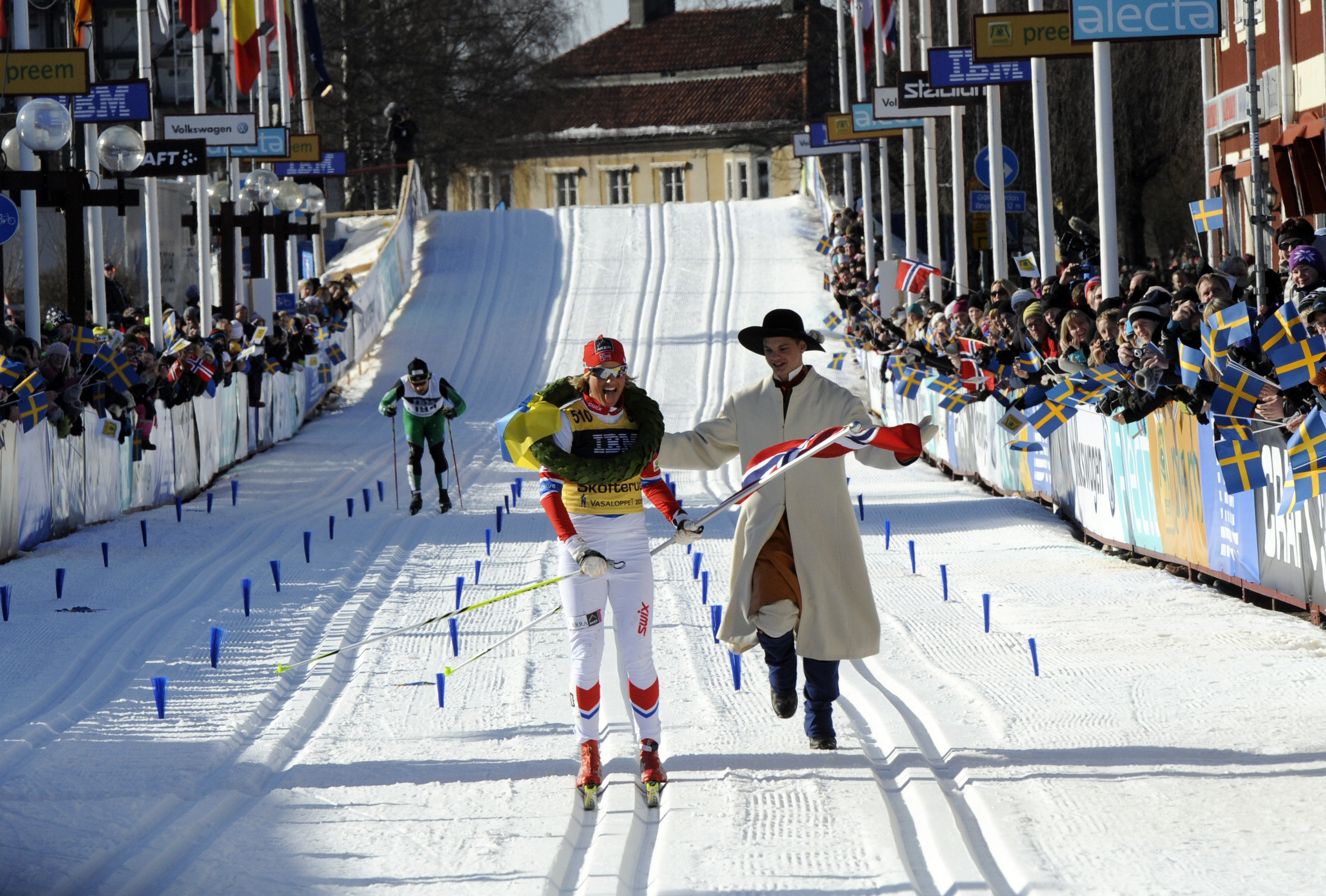
Vibeke Skofterud med kransmas 2012

Fram till och med 1994 var det ungdomar som blev kransmasar.

- 1988 - Axel Jungward
- 1989 - Mattias Helgesson
- 1990 - Inställt
- 1991 - Erik Frykberg
- 1992 - Erik Eriksson
- 1993 - Jonas Orsén
- 1994 - Staffan Larsson
- 1995 - Mikael Helgesson
- 1996 - Thomas Sparr
- 1997 - Jonas Buud
- 1998 - Torbjörn Schedvin
- 1999 - Stefan Hansson
- 2000 - Thomas Eriksson
- 2001 - Niklas Karlsson
- 2002 - Mikael Hedh
- 2003 - Andreas Johansson
- 2004 - Niclas Jacobsson
- 2005 - Markus Leijon
- 2006 - Martin Johansson
- 2007 - Lars Suther
- 2008 - Joakim Engström
- 2009 - Jonas Nilsson
- 2010 - Johan Öhagen
- 2011 - Anders Solin
- 2012 - Erik Smedhs
- 2013 - André Gatu
- 2014 - Daniel Svensson[35]
- 2015 - Victor Gustafsson
- 2016 - Johan Wellert
- 2017 - Linus Rapp
- 2018 - Joakim Kullberg
- 2019 - Victor Sticko
- 2020 - Daniel Duhlbo
- 2021 - Gustaf Berglund
- 2022 - Edvin Nilsson
- 2023 - Albin Gezelius

### Speciella avsnitt av spåret
- Sälenbacken – backe kort efter starten. Den är loppets längsta uppförsbacke, 150 m höjdskillnad och två km lång. För motionärerna är det en stor flaskhals, som kan ta upp till 45 minuter att passera på grund av trängseln.
- Tennäng i Vanåns dalgång, efter 29 km. Är ofta loppets kallaste plats, eftersom det är en dalgång, minst 100 m under omgivande terräng. Hit ner leder en lång lättåkt utförsbacke, sedan efter Tennäng kommer ett fem km långt parti som går uppför och är 100 m högt och som går ända till utförsbacken före Risberg. Utförsbacken före Risberg är en av de snabbaste backarna och orsakar ofta många fall för åkare i de bakre leden.
- Evertsberg, drygt halvvägs, efter 47 km. Här finns den största publiken förutom i Mora. Många bryter här, efter en 18 km lång sträcka med blandat platt och uppför, men det är mycket nedför efter Evertsberg.
- Vasslan – efter utförsbackarna efter Evertsberg och efter vägundergången. Ett populärt ställe där många klubbar väljer att ha servicestationer.
- Lundbäcksbacken – backen som ligger efter 59 km strax före kontrollen i Oxberg och har en stigning på 50 m; kallas så efter Sven-Åke Lundbäck som ryckte i denna backe och vann Vasaloppet år 1981. I Oxberg bryter många, men det är mycket nedför därefter och inga större uppförsbackar kvar.
- Moraparken – den sista flacka biten innan åkarna svänger in på upploppet. Området heter egentligen Prästholmen, men har i modern tid av okänd anledning kommit att kallas Moraparken.
- Auklandbron  – en bro i slutet av Moraparken. Den invigdes till Vasaloppet 2008, och det bestämdes att den skulle namnges efter den första som passerade bron under loppet. Det gjorde Jörgen Aukland, följd av brodern Anders Aukland.[36]

## Vasaloppets sträckning

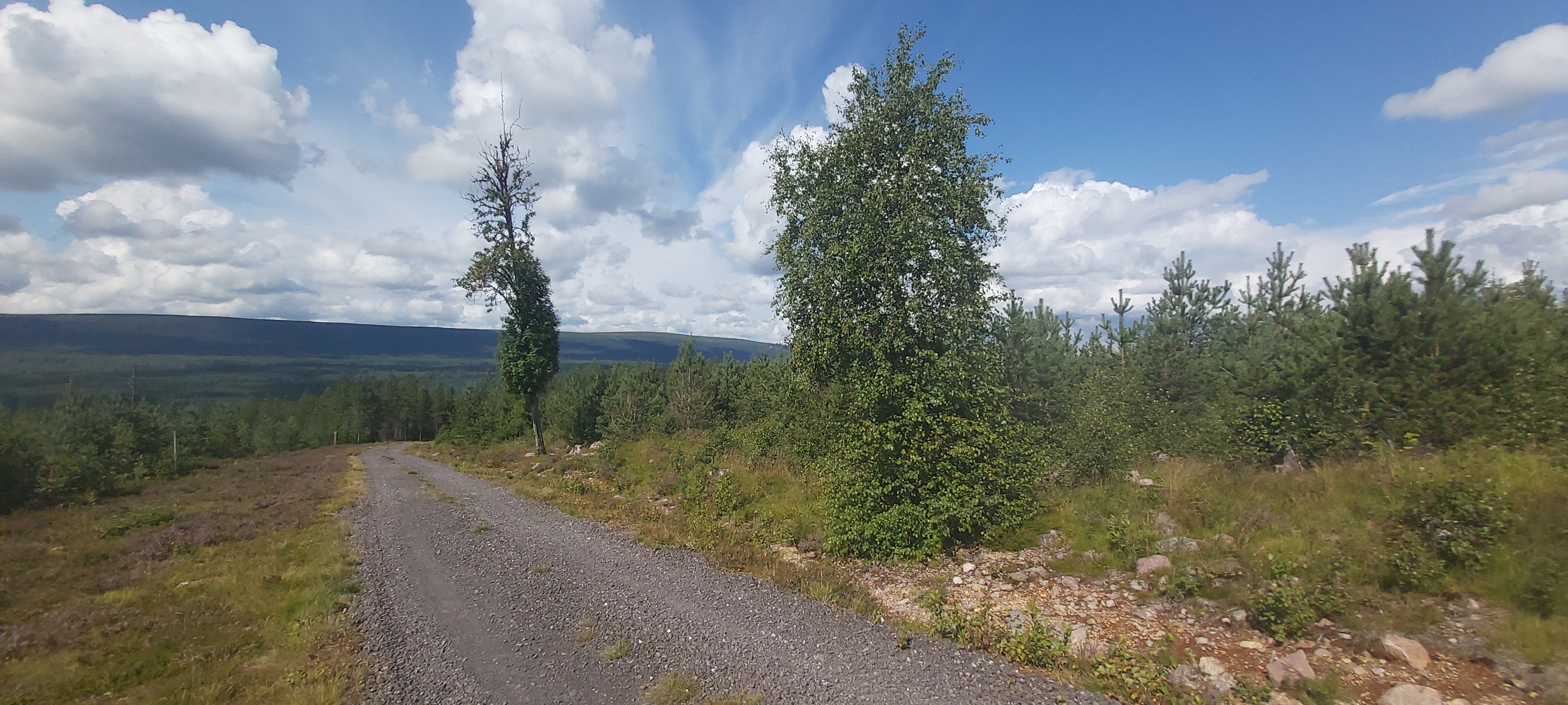
Utsikt från den högsta punkten som nås efter några kilometer.

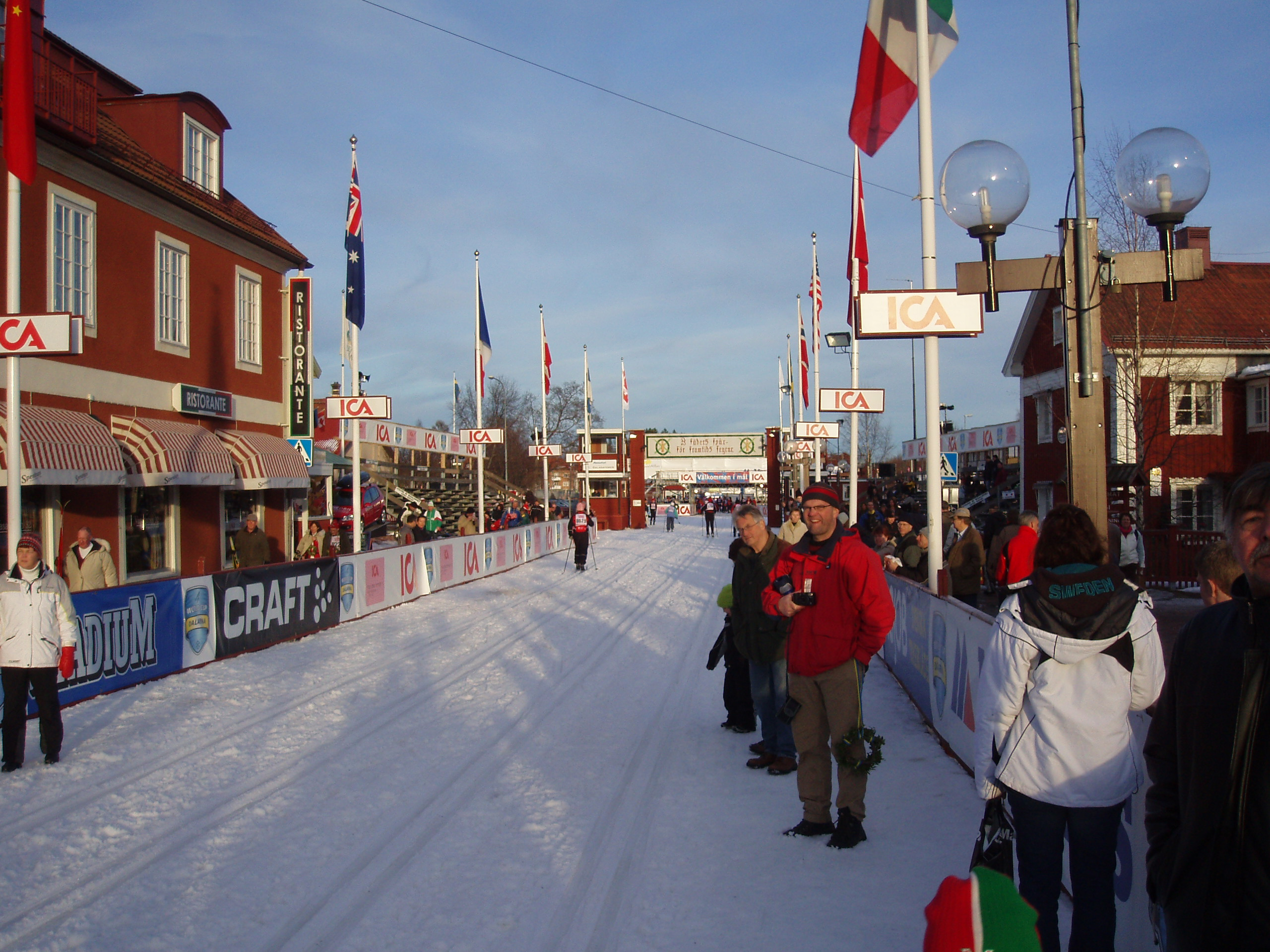
Spår invid målgången.

### Banprofil
| Plats           | Avstånd | Höjd över havet |
| --------------- | ------- | --------------- |
| Berga           | 0 km    | 350 m           |
| Sprängsbackarna | 5 km    | 525 m           |
| Smågan          | 11 km   | 480 m           |
| Långheden       | 17 km   | 520 m           |
| Mångsbodarna    | 24 km   | 425 m           |
| Tennäng         | 29 km   | 315 m           |
| Risberg         | 35 km   | 420 m           |
| Lyttran         | 37 km   | 380 m           |
| Evertsberg      | 47 km   | 430 m           |
| Björnarvet      | 57 km   | 215 m           |
| Kvarnbäcken     | 60 km   | 265 m           |
| Oxberg          | 62 km   | 230 m           |
| Hökberg         | 71 km   | 250 m           |
| Eldris          | 81 km   | 205 m           |
| Mora            | 90 km   | 165 m           |

### Kontrollerna

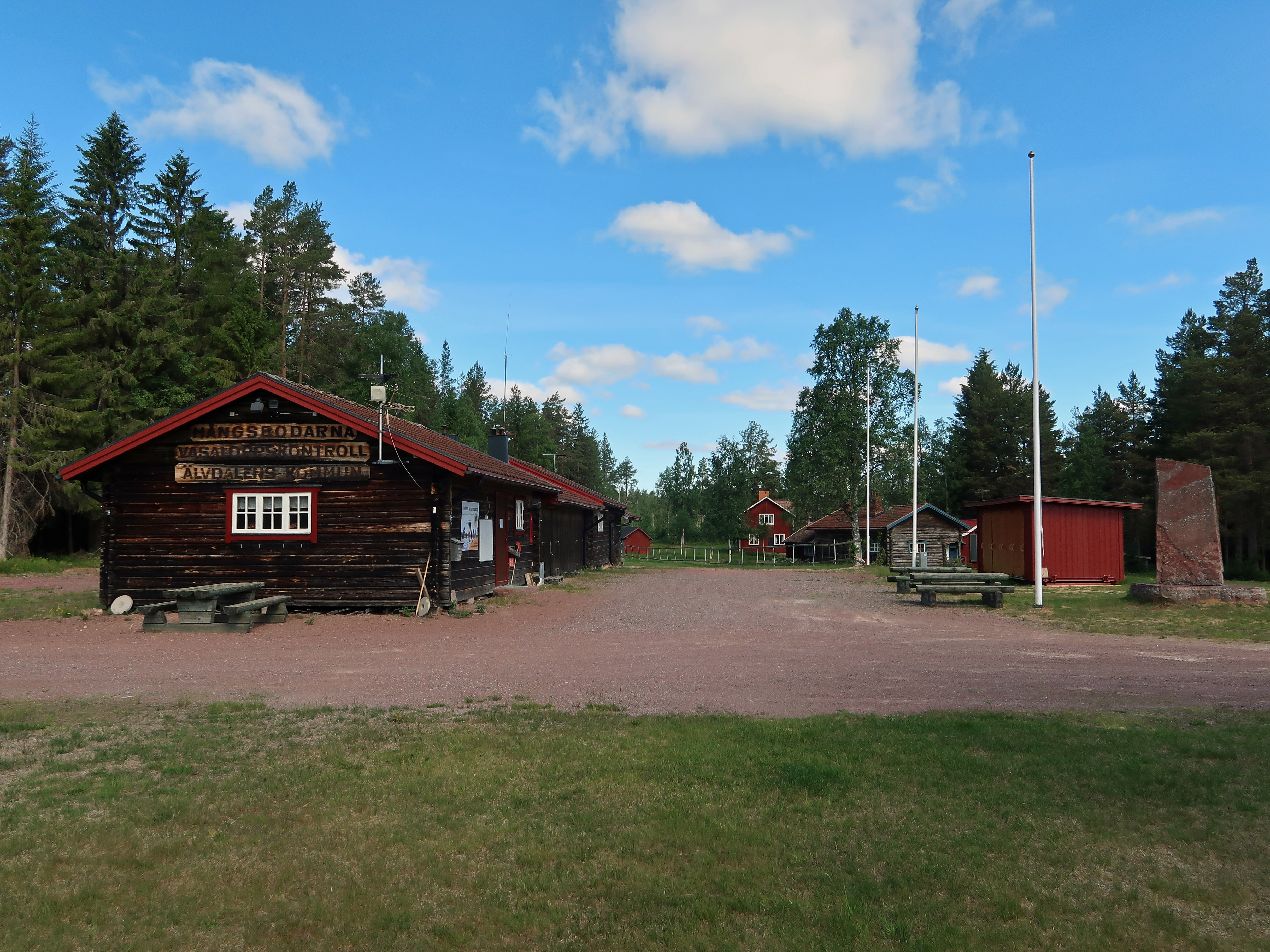
I Mångsbodarna finns en av Vasaloppets kontroller

Enligt en tradition sedan 1958 serveras Ekströms blåbärssoppa vid kontrollerna längs spåret (Smågan undantaget), och det brukar konsumeras omkring 55 000 liter under veckan. Dessutom serveras även bland annat sportdryck och Vasaloppsbullar. I Eldris serveras också kaffe.
|  | Head station |

|  | Station on track |

|  | Station on track |

|  | Station on track |

|  | Station on track |

|  | Station on track |

|  | Station on track |

|  | Station on track |

|  | End station |

|  | Head station |

|  | Station on track |

|  | Station on track |

|  | Station on track |

|  | Station on track |

|  | Station on track |

|  | Station on track |

|  | Station on track |

|  | End station |

Dessutom finns sedan 2009 en extra "brytstation" vid Gopshus, mellan Oxberg och Hökberg.

#### Spärrtider
För att få fortsätta i Vasaloppet måste man passera de olika kontrollerna före de klockslag som är uppsatta för dem. Om det är extrema väderförhållanden kan tävlingsledningen ändra tiderna.
- Smågan: 10:30
- Mångsbodarna: 12:15
- Risberg: 13:30
- Evertsberg: 15:00
- Oxberg: 16:30
- Hökberg: 17:40
- Eldris: 19:00

#### Kartor och satellitbilder
- Start: 61°6′32″N 13°17′50″Ö / 61.10889°N 13.29722°Ö
- Mål: 61°0′25″N 14°32′44″Ö / 61.00694°N 14.54556°Ö

## Olika lopp

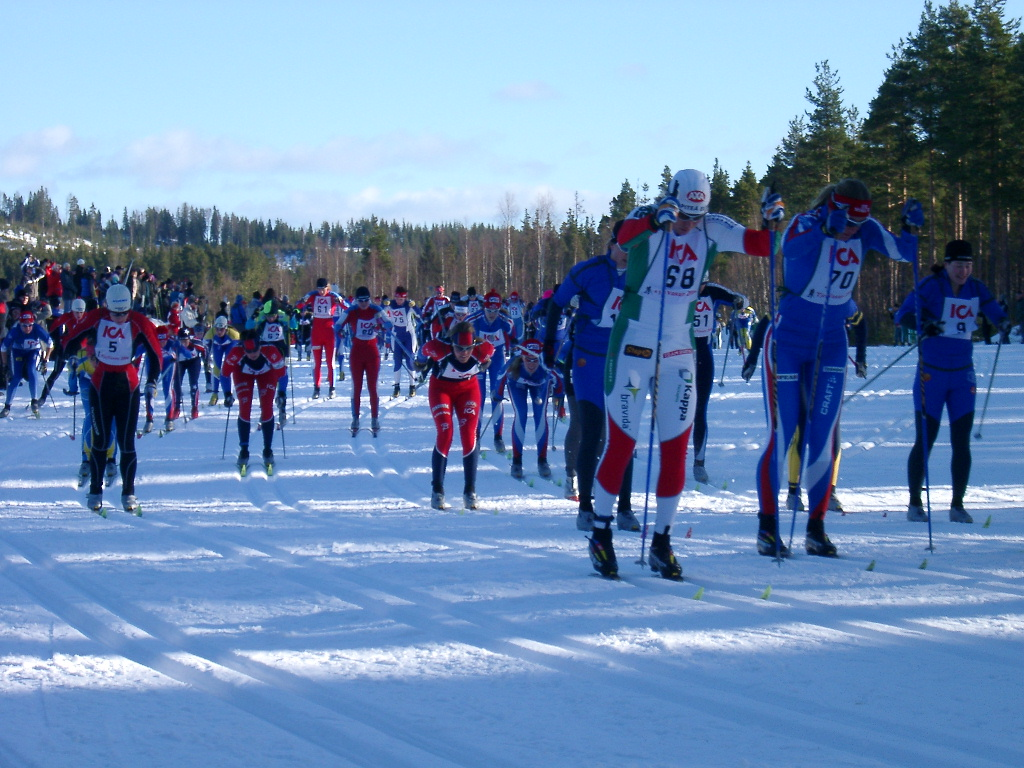
Tjejvasan 2006

### Vasaloppsveckan
Under Vasaloppsveckan, officiellt kallad Vasaloppets vintervecka, genomförs numera ett antal olika lopp, med olika åldersgränser. Mängden lopp har på senare år ökat kraftigt, och "Vasaloppsveckan" är numera utsträckt över två hela helger med ytterligare lopp i början av den mellanliggande veckan. Onsdag och torsdag före den andra helgen är numera utan lopp, bland annat med hänsyn till banpreparering.
| Dag    | Lopp              | Karaktär                        | Åldersgräns |
| ------ | ----------------- | ------------------------------- | ----------- |
| Fredag | Vasaloppet 30     | 30 km                           | 12 år       |
| Lördag | Tjejvasan         | 30 km, endast kvinnor           | 17 år       |
| Söndag | Öppet spår söndag | 90 km, friare starttid          | 17 år       |
| Söndag | Ungdomsvasan      | 9 el. 19 km                     | 11–16 år    |
| Måndag | Öppet spår måndag | 90 km, fristil, friare starttid | 17 år       |
| Tisdag | Vasaloppet 45     | 45 km                           | 17 år       |
| Fredag | Stafettvasan      | skidstafett, 90 km              | 12 år       |
| Fredag | Nattvasan 90      | parlopp, 90 km                  | 17 år       |
| Fredag | Nattvasan 45      | parlopp, 45 km                  | 17 år       |
| Lördag | Blåbärsloppet     | 9 km                            | 8 år        |
| Söndag | Vasaloppet        | 90 km                           | 17 år       |

Bland tidigare, numera nedlagda lopp finns Skejtvasan (2002–2012).

### Vasaloppets sommarvecka
Vasaloppet har också på senare år gett upphov till olika motionslopp i cykling och löpning, alla med vasa eller vasan som del av loppnamnet. Vasaloppets sommarvecka inkluderar följande cykellopp: Cykelvasan 90 (hela Vasaloppet – på mountainbike), Cykelvasan Öppet Spår, Cykelvasan 45, Cykelvasan 30, Ungdomscykelvasan och Cykelvasasprinten. Inom löpning finns Ultravasan 90, Ultravasan 45, Vasastafetten och Vasakvartetten.
Alla dessa lopp arrangeras i regel under en dryg vecka i mitten av augusti. Att göra tre av loppen som arrangeras av Vasaloppet; skidor, cykling och löpning under ett kalenderår kallas för Vasaloppstrippeln. Den har funnits som en officiell del av Vasloppets tävlingar sedan 2014.
År 2020 hölls vasaloppets sommarvecka på distans, även kallat Hemmavasan. Även 2021 ställdes de flesta lopp in på grund av Coronapandemin. Endast elitloppen arrangeras på plats och de övriga får antingen springa hemmavasan eller skjuta på loppet till året därpå då anmälan redan är betald.

### Systerlopp och långloppscup
Flera skidlopp världen över har modellerats på det svenska Vasaloppet och tagit dess namn.
- Amerikanska Vasaloppet körs i Mora, Minnesota, med bland annat ett 58 kilometer långt skate-lopp.
- Vasaloppet China (Kinavasan) körs varje år i Changchun, Jilin.
- Vasaloppet Japan består av flera lopp på upp till 45 kilometer i Kamuicho, Asahikawa på Hokkaidō.
- Botniavasan i Vörå, Finland, har körts varje år från 2006. Loppet är 53 kilometer långt och går i klassisk stil.
- Vasaloppet de la Sergerie i Québec-provinsen i Kanada hade premiär 2007.

Vasaloppet är en av deltävlingarna i långloppscupen Ski Classics sedan 2011, efter att tidigare ha varit en del av Worldloppet och FIS Marathon Cup.

## Rekord

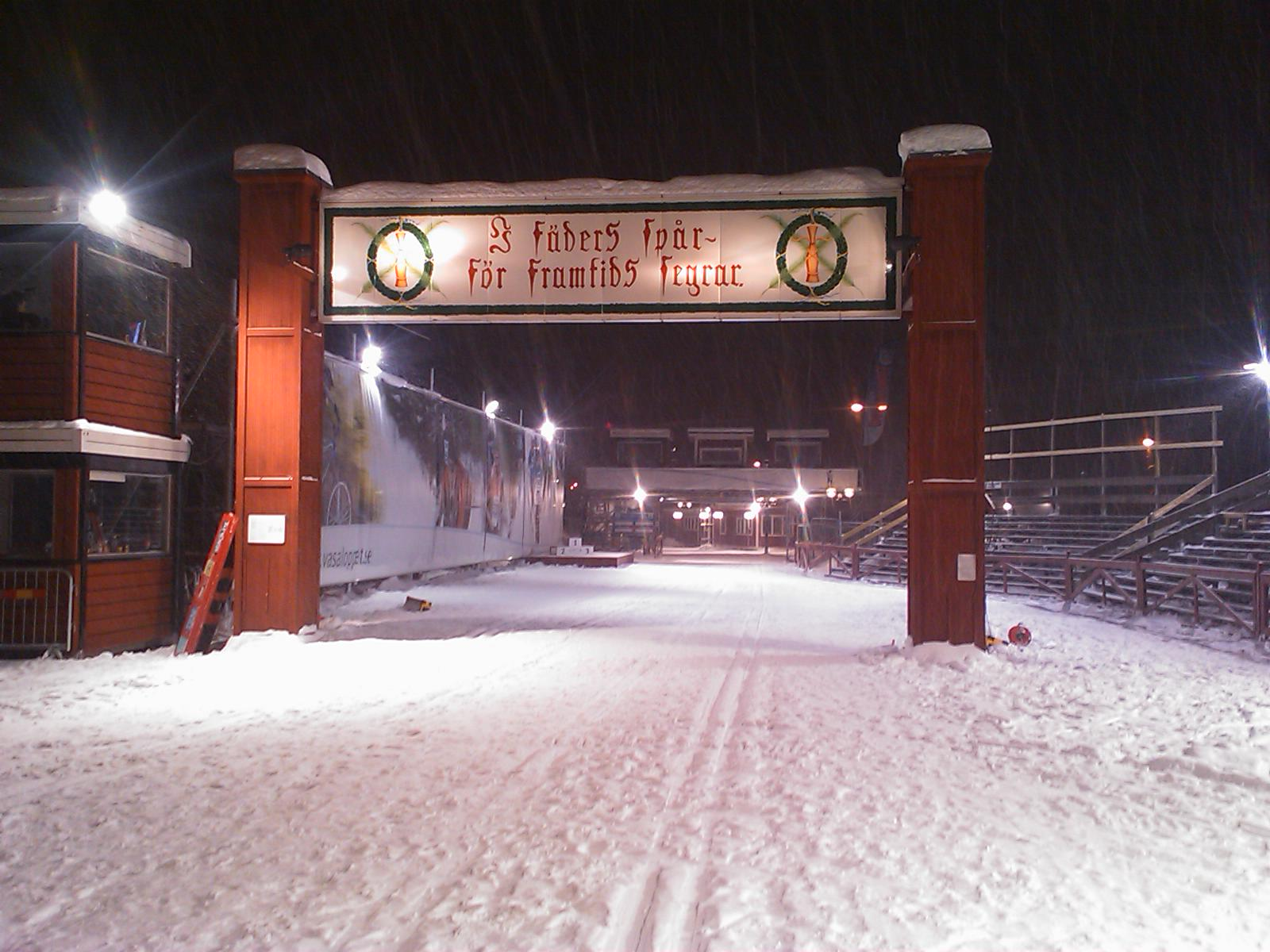
Den klassiska målportalen i Mora.

### Rekordtid
- Den snabbaste segertiden i Vasaloppet är 3:28.18, av Tord Gjerdalen 2021.
- Snabbaste dam att åka Vasaloppet är Astrid Øyre Slind från Norge som 2022 åkte på 3:50.06.
- 1983 vann schweizaren Konrad Hallenbarter Vasaloppet på 3:58.08 vilket är den första tiden under fyra timmar.
- Största försprång på herrsidan hade Nils "Mora-Nisse" Karlsson året 1950 med 21 minuter och 17 sekunder.[56]
- Året 2003 vann Ulrica Persson med 10 minuter och 5 sekunder på damsidan före tvåan.[56]
- År 2025 vann Alvar Myhlback, som den yngsta någonsin, på den näst snabbaste tiden i historien.

### Lista över de 10 snabbaste segrarna
| Herrar | Herrar              | Herrar  | Herrar  | Herrar           | Damer | Damer                    | Damer     | Damer   |
| År     | Åkare               | Land    | Tid     | Medelfart (km/h) | År    | Åkare                    | Land      | Tid     |
| ------ | ------------------- | ------- | ------- | ---------------- | ----- | ------------------------ | --------- | ------- |
| 2021   | Tord Asle Gjerdalen | Norge   | 3:28.18 | 25,92            | 2022  | Astrid Øyre Slind        | Norge     | 3:50.06 |
| 2025   | Alvar Myhlback      | Sverige | 3:28.45 | 25,87            | 2021  | Lina Korsgren            | Sverige   | 3:52.08 |
| 2022   | Andreas Nygaard     | Norge   | 3:32.18 | 25,45            | 2025  | Stina Nilsson            | Sverige   | 3:54.00 |
| 2023   | Emil Persson        | Sverige | 3:37.43 | 24,84            | 2023  | Emilie Fleten            | Norge     | 4:04.08 |
| 2012   | Jörgen Brink        | Sverige | 3:38.41 | 24,69            | 2012  | Vibeke Skofterud         | Norge     | 4:08.24 |
| 1998   | Peter Göransson     | Sverige | 3:38.57 | 24,66            | 1998  | Kerrin Petty             | USA       | 4:17.02 |
| 2004   | Anders Aukland      | Norge   | 3:48.42 | 23,61            | 2016  | Kateřina Smutná          | Österrike | 4:17.56 |
| 1986   | Bengt Hassis        | Sverige | 3:48.55 | 23,59            | 2017  | Britta Johansson Norgren | Sverige   | 4:19.43 |
| 2013   | Jørgen Aukland      | Norge   | 3:50.48 | 23,40            | 2004  | Sofia Lind               | Sverige   | 4:20.28 |
| 2005   | Oskar Svärd         | Sverige | 3:51.47 | 23,30            | 2013  | Laila Kveli              | Norge     | 4:22.22 |

### Lista över segerinnehavares antal segrar

#### Herrklassen

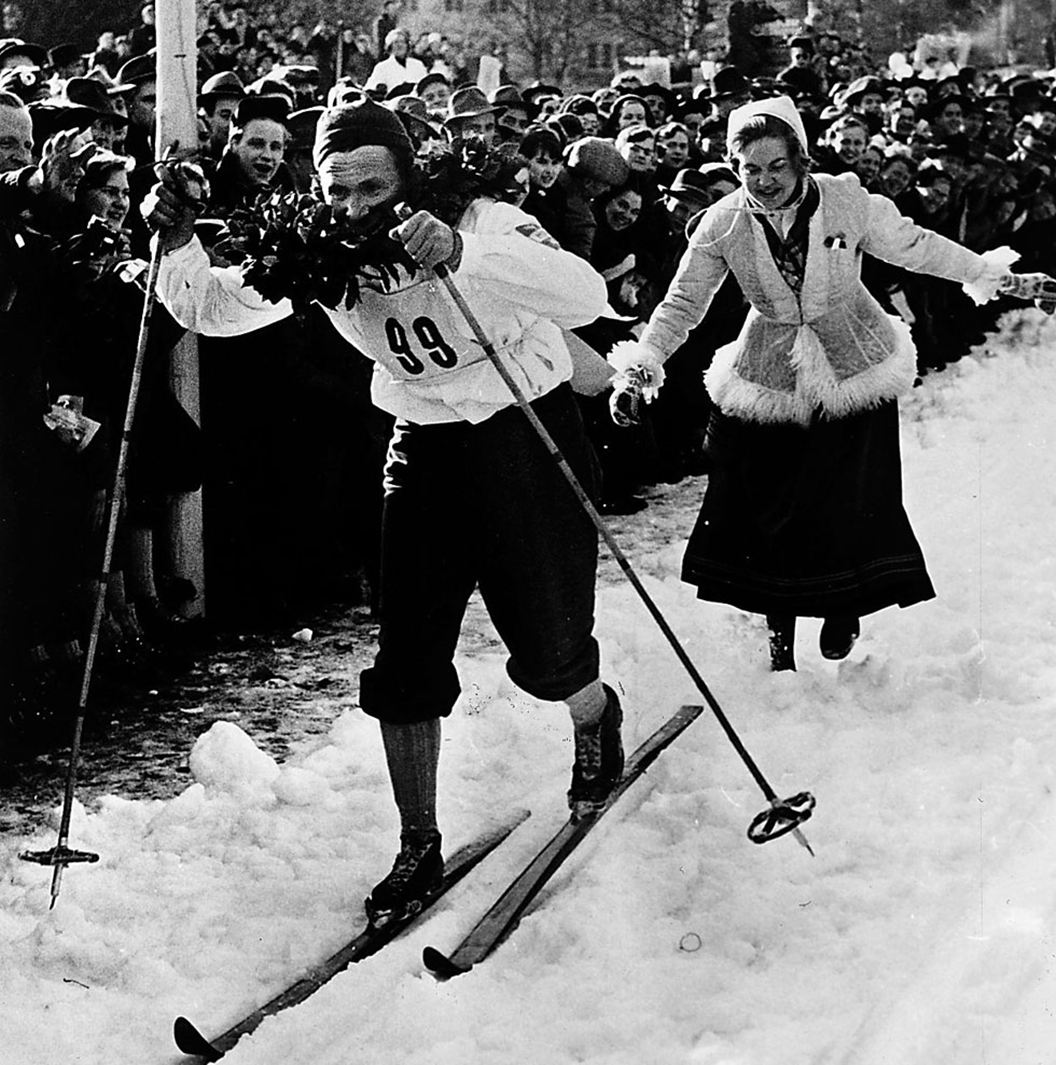
Nils "Mora-Nisse" Karlsson har vunnit Vasaloppet 9 gånger

| Segrar | Innehavare                 | Segerår                                              |
| ------ | -------------------------- | ---------------------------------------------------- |
| 9      | Nils "Mora-Nisse" Karlsson | 1943, 1945, 1946, 1947, 1948, 1949, 1950, 1951, 1953 |
| 7      | Janne Stefansson           | 1962, 1963, 1964, 1965, 1966, 1968, 1969             |
| 4      | Arthur Häggblad            | 1933, 1935, 1937, 1940                               |
| 4      | Jan Ottosson               | 1989, 1991, 1992, 1994                               |
| 3      | Oskar Svärd                | 2003, 2005, 2007                                     |
| 3      | Daniel Tynell              | 2002, 2006, 2009                                     |
| 3      | Jörgen Brink               | 2010, 2011, 2012                                     |
| 3      | John Kristian Dahl         | 2014, 2016, 2017                                     |

#### Damklassen
Kvinnor fick inte delta mellan 1924 och 1980. Flera kvinnor klädde ut sig till män och deltog ändå.
| Segrar | Innehavare               | Segerår                                                        |
| ------ | ------------------------ | -------------------------------------------------------------- |
| 4(5)   | Sofia Lind               | 1996 (inofficiell damklass), 1997, 1999, 2004, 2005            |
| 3      | Lina Korsgren            | 2018, 2020, 2021                                               |
| 2      | Svetlana Nagejkina       | 2000, 2002                                                     |
| 2      | Ulrica Persson           | 2001, 2003                                                     |
| 2      | Sandra Hansson           | 2008, 2009                                                     |
| 2      | Laila Kveli              | 2013, 2014                                                     |
| 2      | Britta Johansson Norgren | 2017, 2019                                                     |
| 1(3)   | Kerrin Petty             | 1994 (inofficiell damklass), 1995 (inofficiell damklass), 1998 |

## Särskilda bedrifter
- Oscar Olsson från Göteborg genomförde, som första person, den 15 oktober 2020 alla tre grenarna i Vasaloppstrippeln, där skidloppet genomfördes på rullskidor, cykelvasan och löpningen ultravasan i direkt följd. Året därpå, den 5 juni 2021 gjorde han ett nytt försök, och lyckades med tiden 16 timmar 32 minuter[58] slå sitt förra rekord. Begreppet att göra Vasaloppstrippeln i följd har kommit att kallas för Supervasan.[59]